# 蘇羅加特卡
48°42′26″N 28°8′37″E / 48.70722°N 28.14361°E
蘇羅加特卡（烏克蘭語：Сурогатка），是烏克蘭的村落，位於該國西南部文尼察州，由日梅林卡區負責管轄，面積0.41平方公里，海拔高度260米，2001年人口106，人口密度每平方公里256.04人。